# Титов Георгій Олексійович
Георгій Олексійович Титов (8 лютого 1909, селище Парахіно, тепер у складі міста Окуловки Новгородської області, Російська Федерація — 19 жовтня 1980, місто Москва) — радянський діяч, 1-й заступник голови Держплану СРСР. Член ЦК КПРС у 1976—1980 роках. Депутат Верховної ради СРСР 9—10-го скликань. Герой Соціалістичної Праці (28.04.1963).

## Біографія
Народився в селянській родині. Закінчив дев'ять класів школи.
У 1925—1929 роках — лаборант, рольник, змінний майстер рольного цеху Окуловської паперової фабрики.
У 1929 році вступив на навчання до Ленінградського політехнічного інституту, через 2 роки перевівся в Ленінградський електротехнічний інститут, який закінчив у 1934 році.
У 1932—1943 роках — начальник майстерні, начальник цеху, начальник виробництва, головний технолог, головний інженер Ленінградського заводу «Електроприлад». Брав участь у створенні систем управління артилерійським вогнем.
Член ВКП(б) з 1940 року.
У 1943—1951 роках — головний інженер Ленінградського заводу № 706 Наркомату (Міністерства) суднобудівної промисловості СРСР; начальник Головного управління Міністерства суднобудівної промисловості СРСР.
У 1951—1955 роках — член колегії, заступник начальника Головного управління при Раді міністрів СРСР.
У 1955—1957 роках — 1-й заступник голови комітету Ради міністрів СРСР із ракетного і реактивного озброєння.
У 1957—1974 роках — 1-й заступник голови Комісії Президії Ради міністрів СРСР з військово-промислових питань (Комісії Вищої ради народного господарства СРСР з військово-промислових питань).
Указом Президії Верховної Ради СРСР від 28 квітня 1963 року за великі заслуги в справі створення і виробництва нових типів ракетного озброєння, а також атомних підводних човнів і надводних кораблів, оснащених цією зброєю, і переозброєння кораблів Військово-морського флоту Титову Георгію Олексійовичу присвоєно звання Героя Соціалістичної праці з врученням ордена Леніна і золотої медалі «Серп і Молот».
У серпні 1974 — 19 жовтня 1980 року — 1-й заступник голови Держплану СРСР, керівник оборонно-промислового комплексу Держплану СРСР.
Помер 19 жовтня 1980 року. Похований на Новодівочому цвинтарі Москви.

## Нагороди і звання
- Герой Соціалістичної Праці (28.04.1963)
- шість орденів Леніна (6.03.1945, 25.07.1958, 28.04.1963, 20.04.1965, 7.02.1969, 7.02.1979)
- орден Жовтневої Революції (17.02.1975)
- два ордени Трудового Червоного Прапора (10.04.1944, 27.03.1953)
- орден «Знак Пошани» (17.06.1942)
- медалі
- Сталінська премія (1946) — за розробку конструкції малогабаритного гірокомпасу